# Woldemar Engelmann
Woldemar August Engelmann (* 1. Mai 1865 in Dorpat; † 5. Februar 1942 in Marburg) war ein deutscher Strafrechts- und Strafprozessrechtswissenschaftler und Rechtshistoriker.

## Leben

### Herkunft und Familie
Woldemar Engelmann entstammte einer livländischen Adelsfamilie, führte in Deutschland das Adelsprädikat jedoch nicht.
Er war der Sohn des Johannes von Engelmann (* 7. Juli 1832 in Mitau; † 17. September 1912 in Dorpat), Wirklicher Geheimer Staatsrat, Professor des russischen Staats- u. Prozessrechts in Dorpat und der Elisabeth Dorothea, geborene von Briskorn (* 1. Juni 1843 in Mitau; † 17. Februar 1912 in Mitau).
Er war seit dem 26. März 1913 mit Cäcilie, geb. Kayser (* 22. August 1879 in Berlin), der ältesten Tochter des Geologen und Paläontologen an der Philipps-Universität Marburg Emanuel Kayser, verheiratet. Aus der Ehe gingen vier Kinder hervor (Elisabeth Cäcilie Marie, * 27. Januar 1917; Helmuth * 23. Juni 1918; Adelhild, *15.10.1919 und Baldrun, * 15. Dezember 1920).

### Werdegang
Nach dem Studium der Rechtswissenschaften an der Kaiserlichen Universität Dorpat und an der Universität in Freiburg im Breisgau sowie am 17. Dezember 1892 erfolgter Promotion zum Dr. jur. an der Universität Leipzig habilitierte sich Engelmann am 15. Juli 1895 ebendort für Strafrecht und Strafprozessrecht. Engelmann war von 1902 bis 1903 an der Universität Leipzig Professor für Strafrecht und Strafprozessrecht.
Von 1903 bis zu seiner Emeritierung 1933 war er Professor an der Philipps-Universität Marburg, wo er den Lehrstuhl für Strafrecht, Strafprozessrecht, Zivilprozessrecht, Konkursrecht und Militärstrafrecht innehatte.
In den Jahren 1921 und 1922 war Woldemar Engelmann Dekan der Juristischen Fakultät der Philipps-Universität Marburg. Rufe an die Universitäten Frankfurt am Main, Leipzig und Prag lehnte er ab.

## Werk
Die besondere Bedeutung des Werks Woldemar Engelmanns liegt auf dem Gebiet der Erforschung des mittelalterlichen italienischen Rechts, insbesondere der Leistungen der Glossatoren und Postglossatoren sowie der italienischen Statutarrechte. Sein Haupt- und Lebenswerk ging über das strafrechtliche Gebiet hinaus und behandelte „Die Wiedergeburt der Rechtskultur in Italien durch die wissenschaftliche Lehre“ (1938). Dieses Buch hat „im In- und Ausland als ein rechtsgeschichtliches Meisterwerk von dauerndem Wert Bewunderung erregt“. Engelmann hat hiermit „zum großen Teil bis dahin völlig unerschlossene Gebiete aufgehellt und über den unmittelbar behandelten Gegenstand hinaus wertvolle Beiträge für die verwickelten Fragen der deutschen Rezeptionsgeschichte geliefert“.

## Schriften
- Der dolus indirectus, seine historische Entwicklung und Bedeutung (Diss. 1892)
- Die Schuldlehre der Postglossatoren und ihre Fortentwicklung. Eine historisch-dogmatische Darstellung der kriminellen Schuldlehre der italienischen Juristen des Mittelalters seit Accursius (1895)
- Irrtum und Schuld nach der italienischen Lehre und Praxis des Mittelalters (1922)
- Die Wiedergeburt der Rechtskultur in Italien durch die wissenschaftliche Lehre (1938)